# Шостак Денис Вадимович
Денис Вадимович Шостак (нар. 24 січня 2003, Полтава, Україна) — український футболіст, центральний півзахисник ФК «Олександрія».

## Клубна кар'єра
Народився в Полтаві, вихованець місцевої «Ворскли». Окрім «ворсклян» у ДЮФЛУ виступав також за «Шахтар». Починаючи з сезону 2019/20 років, виступав за юнацьку команду «гірників», а вже з наступного сезону грав здебільшого за «молодіжку» донецького клубу (18 матчів, 2 голи).
Наприкінці липня 2021 року відправився в оренду на один сезон до «Маріуполя». У футболці «приазовців» дебютував 7 серпня 2021 року в програному (1:2) виїзному поєдинку 3-го туру Прем'єр-ліги України проти дніпровського «Дніпра-1». Денис вийшов на поле в стартовому складі та відіграв увесь матч.
У серпні 2022 року уклав річний контракт із португальським «Ештуріл-Прая» (U-23). 
8 серпня 2023 року підписав трирічну угоду із «Олександрією». Дебютував за нову команду в рамках УПЛ 18 серпня того ж року у виїзній грі проти луганської «Зорі» (0:0). Перший м'яч в еліті українського футболу забив 12 травня 2024 року у домашній грі проти «Дніпра-1» (1:0).

## Кар'єра в збірній
З 2019 по 2020 рік провів 7 поєдинків та відзначився 1 голом у футболці юнацької збірної України (U-17).